# The extraordinary tale of the times table
'The extraordinary tale of the times table' es una película española dirigida por Laura Alvea y José F. Ortuño y escrita por este último. 
La película está protagonizada por Aïda Ballmann (ELLA) y Ken Appledorn (EL) y está rodada en inglés.

## Sinopsis
'The extraordinary tale' es la historia de una mujer particular, que conoce a un hombre particular, y viven una historia de amor aún más particular. Y es que ella sufre un grave trastorno mental debido a una infancia más que complicada. Y él también.
Ahora, esta mujer que aún sigue en una eterna infancia, debe enfrentarse al mayor desafío de todos: ser madre.

## Estreno y críticas
La película se estrenó en Londres el 28 de septiembre de 2013, cosechando críticas muy positivas, incluyendo la del Hollywood Reporter, que dedicó una crítica positiva a la cinta, lo cual levantó lo cual creó mucha espectación y aseguró su estreno comercial en EE. UU. el 11 de julio de 2014. Curiosamente el estreno  en España se realiza más tarde, el 25 de julio y se  mantiene en cartelera  durante 5 semanas y consiguiendo muy buenas críticas a nivel nacional e internacional

## Premios
| Año  | Festival                          | Categoría                    |
| ---- | --------------------------------- | ---------------------------- |
| 2013 | Film Bizarro Movie Awards         | Best actress                 |
| 2013 | Atlanta Horror Film Festival      | Best Foreign Film            |
| 2014 | Festival de Málaga                | Biznaga de Plata del Público |
| 2014 | Festival de Málaga                | Premio Especial del Jurado   |
| 2014 | ASECAN                            | Mejor dirección de Arte      |
| 2014 | ASECAN                            | Mejor diseño de vestuario    |
| 2014 | Cardiff Independent Film Festival | Best Feature Film            |
| 2014 | Cardiff Independent Film Festival | Best Actress                 |
| 2014 | Festival de Cine de Fuengirola    | Mejor Dirección              |